# Peñaparda
Peñaparda – gmina w Hiszpanii, w prowincji Salamanka, w Kastylii i León, o powierzchni 62,25 km². W 2011 roku gmina liczyła 392 mieszkańców.